# 亚武兹苏丹塞利姆大桥
亞武茲蘇丹塞利姆大橋，原名「第三博斯普魯斯大橋」，連接土耳其伊斯坦布爾歐洲區Sarıyer和亞洲區貝伊科茲，在2013年5月29日奠基動工。大橋由法國工程師設計，並由法國萬喜建築公司承建，造價2.5亿美元，2016年8月26日开通，並超越香港青馬大橋成為全球最長的鐵路公路兩用懸索橋。

## 命名
大橋名稱由土耳其總统居爾命名，得名自奧斯曼帝國蘇丹塞利姆一世，在1514年他下令屠殺小亞细亞40000名有什葉派傾向的阿列維派信徒，因此該名稱受國内阿列维派信徒抗議。

## 图集

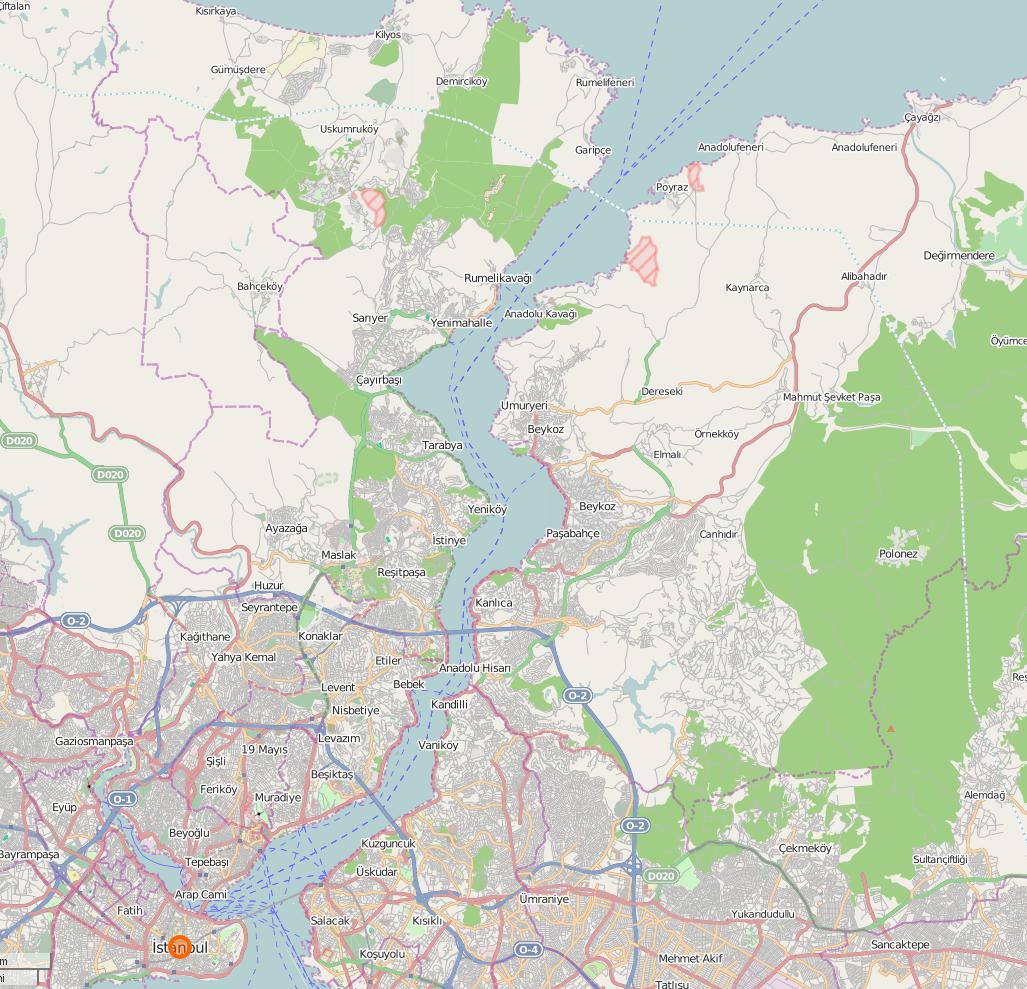
地图上大桥的位置（图中最北端的虚线）
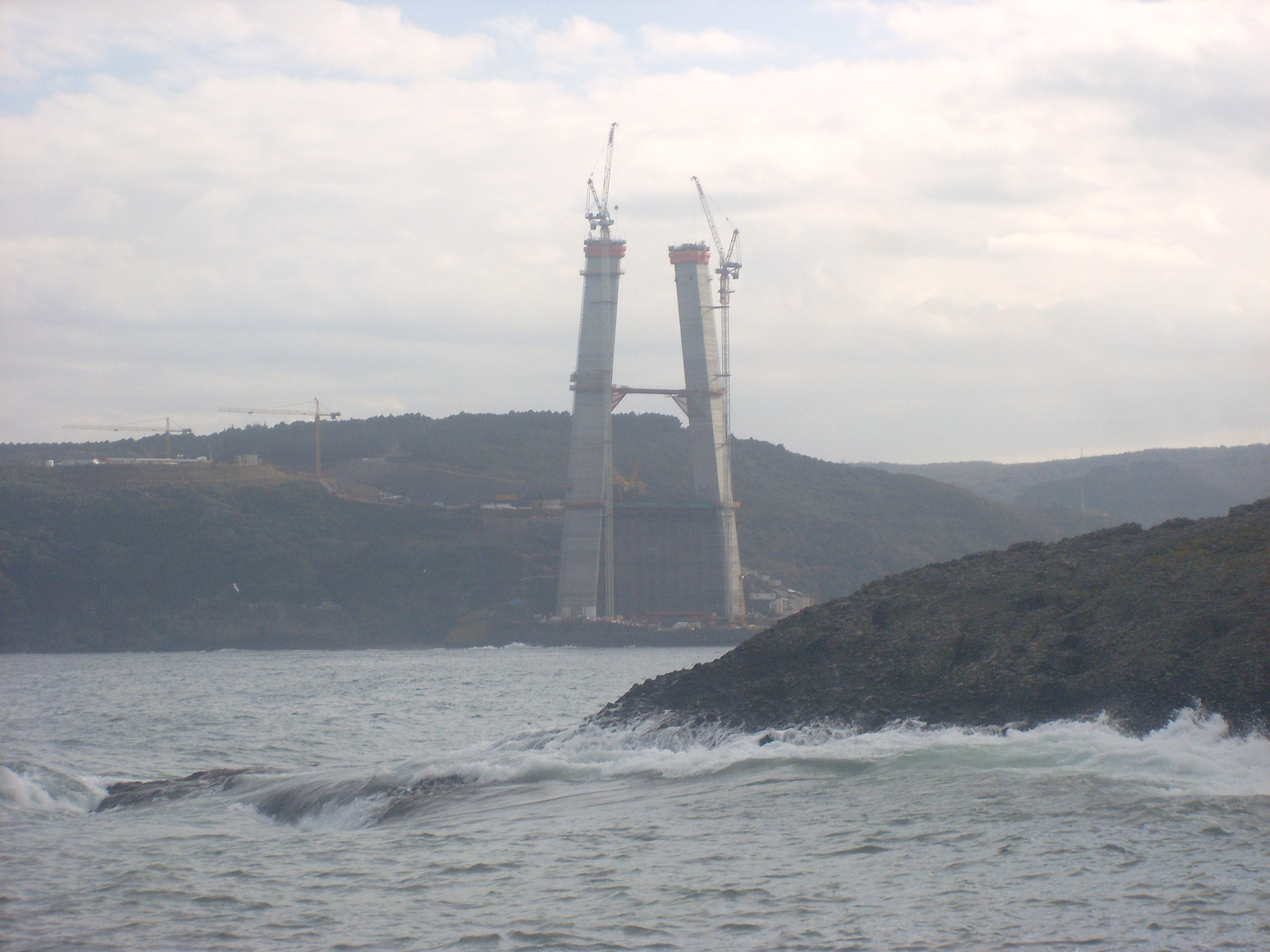
施工中的塔吊（2014年1月）
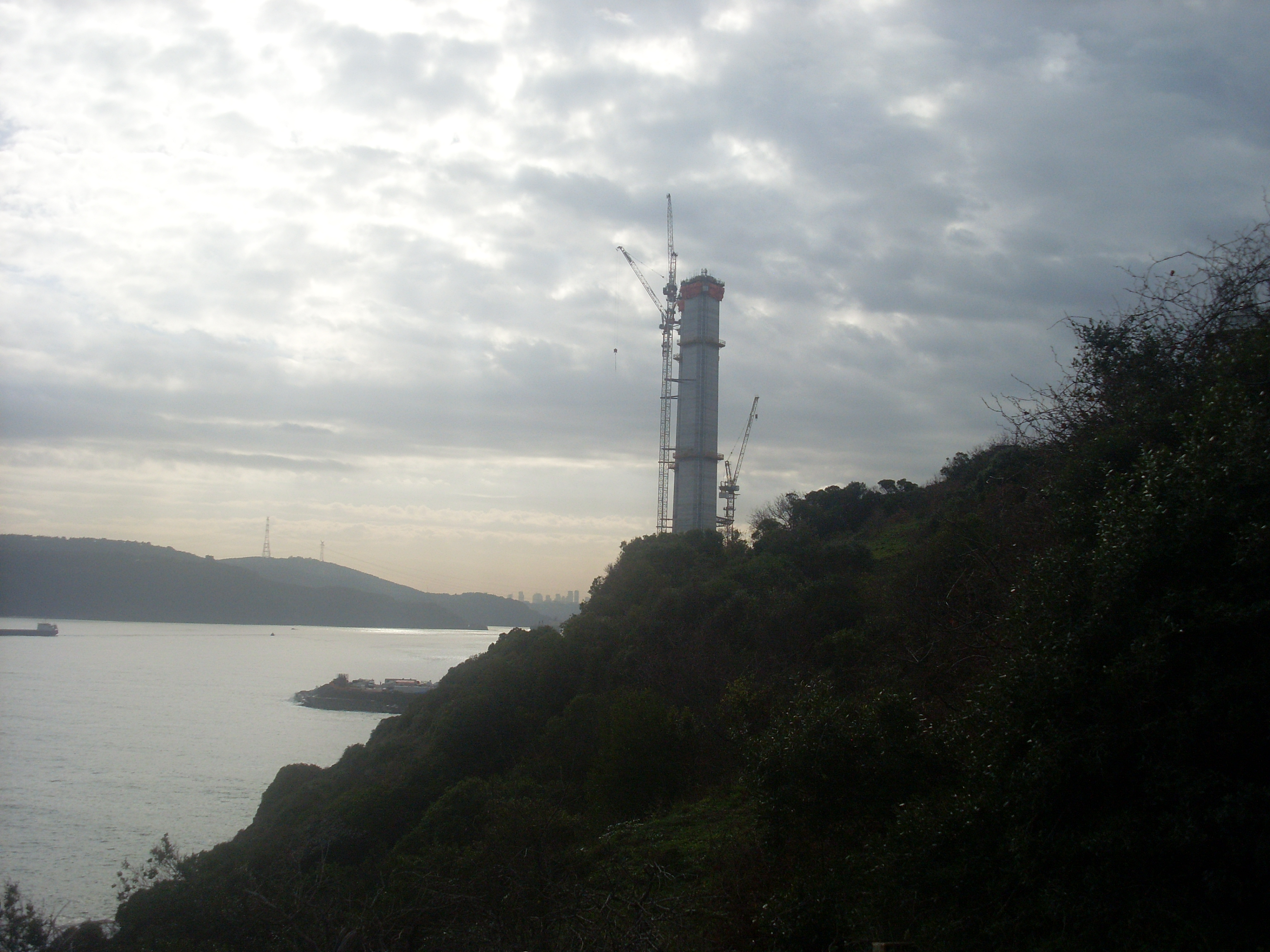
2014年1月
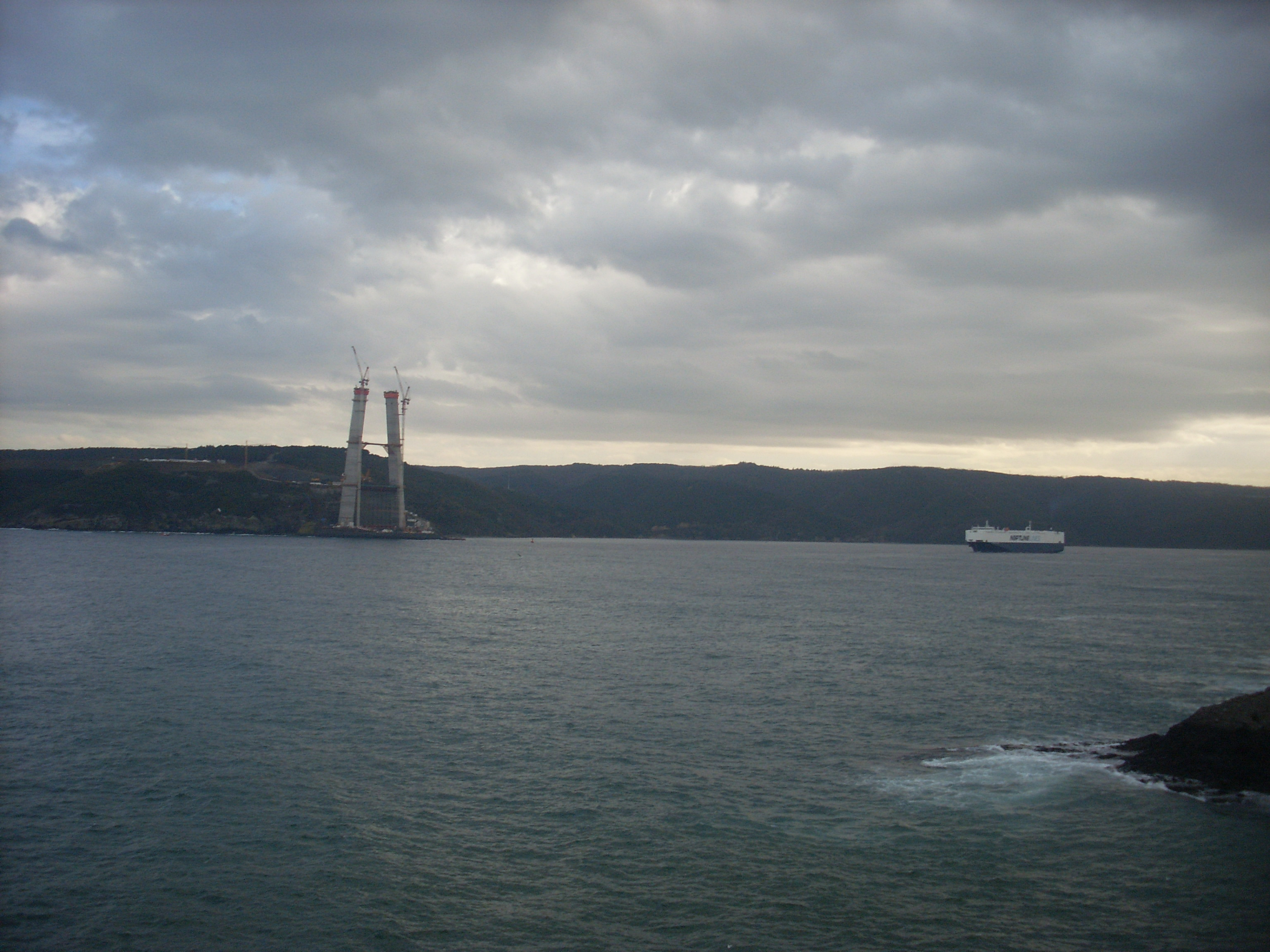
2014年1月
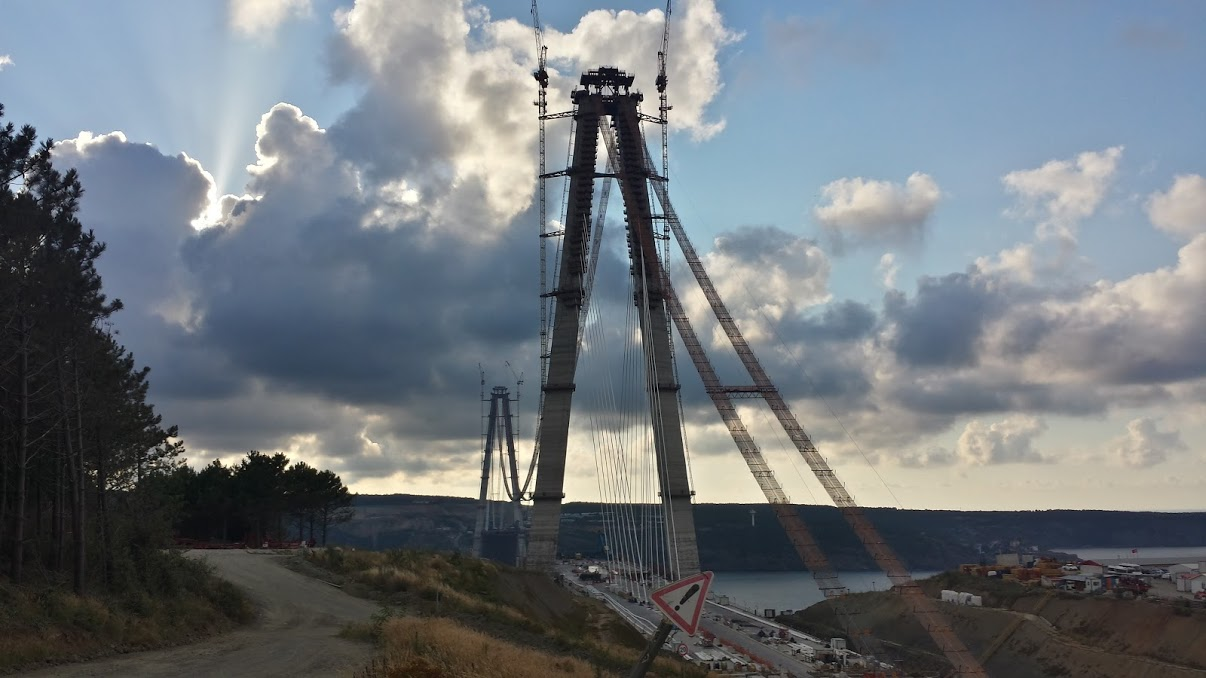
2015年7月
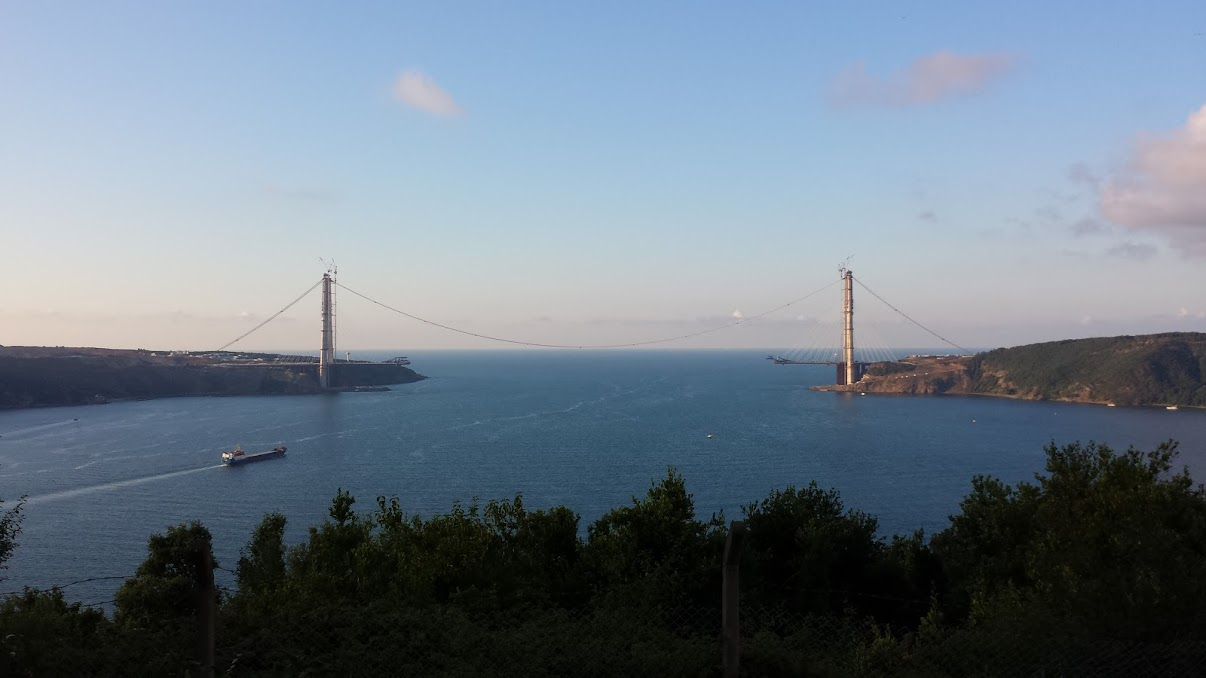
2015年7月
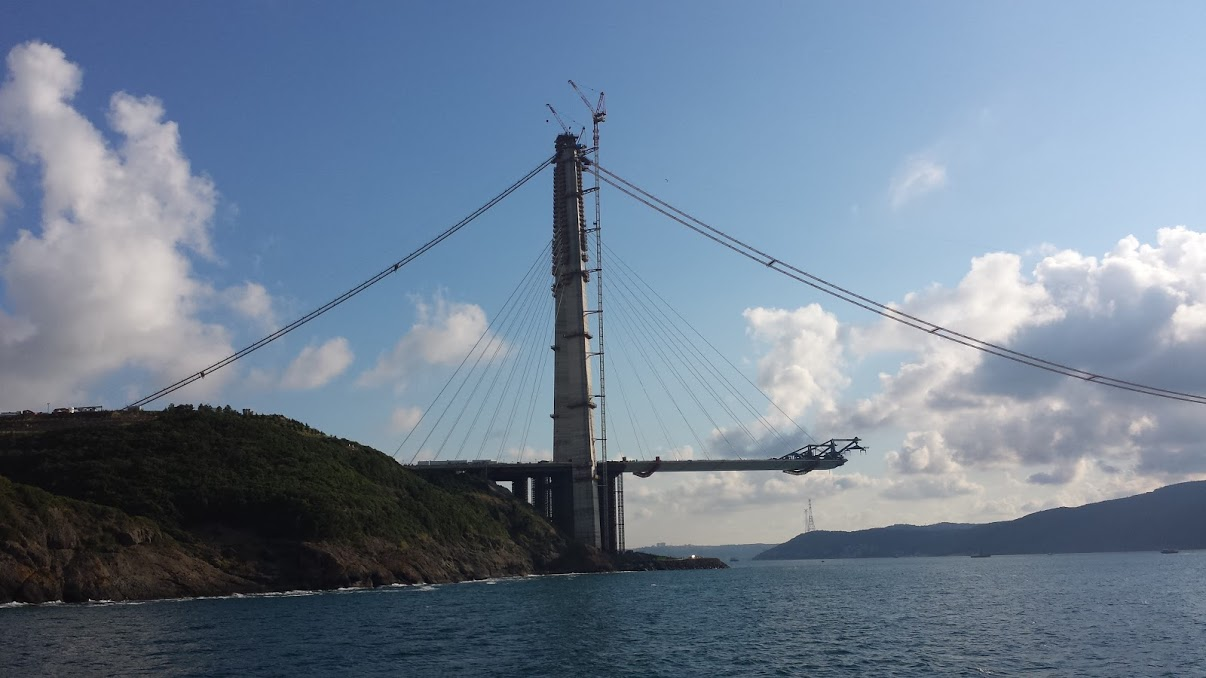
2015年7月
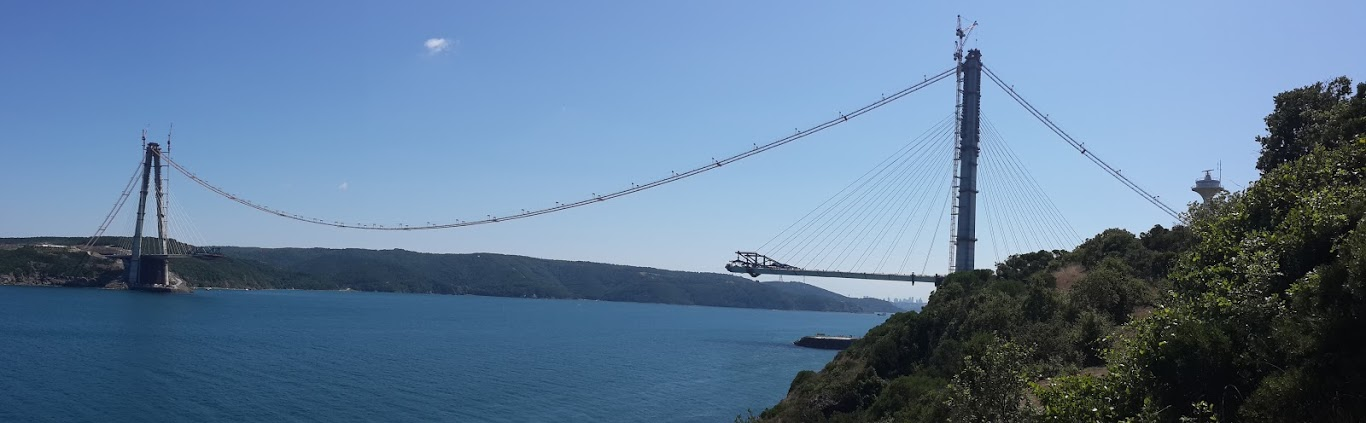
2015年7月
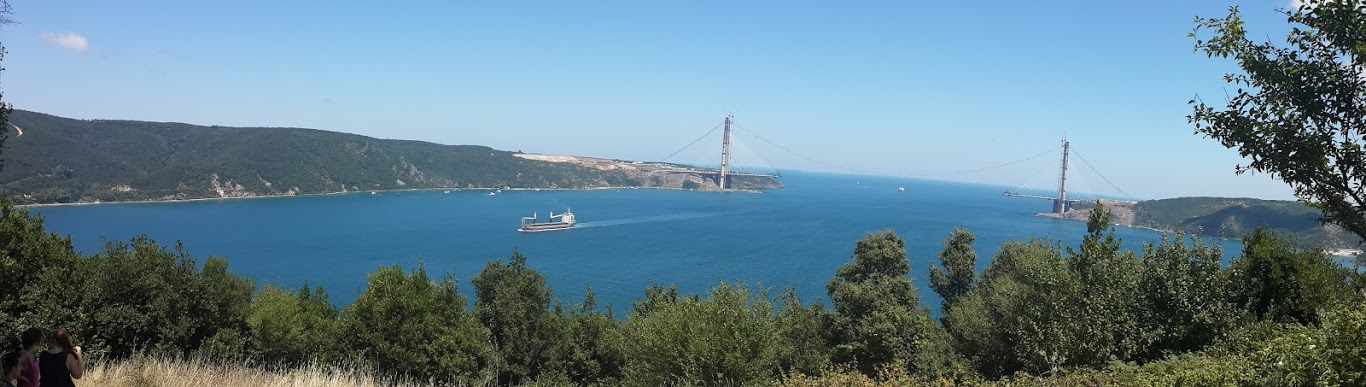
2015年7月
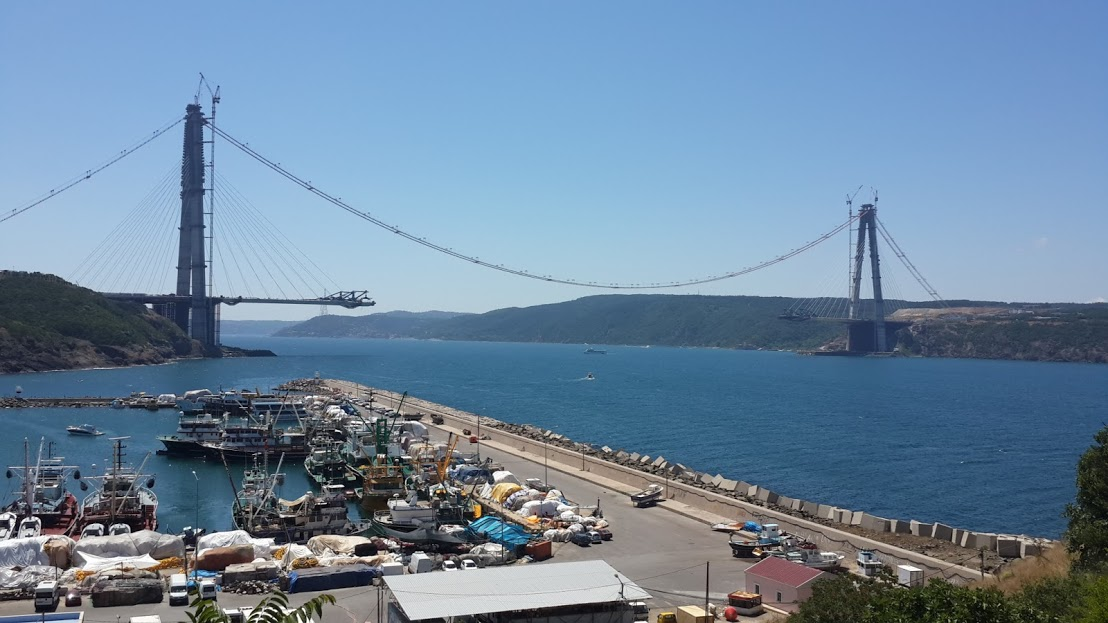
2015年7月